# Iglesia de Santo Tomás y San Felipe Neri
La iglesia de Santo Tomás y San Felipe Neri sita en la Plaza de san Vicente Ferrer de la ciudad de Valencia (España) es un templo construido en el siglo XVIII en estilo barroco.
Esta iglesia es también llamada Iglesia de la Congregación, porque formó parte de la casa conventual erigida por la Congregación del Oratorio de San Felipe Neri sobre la antigua parroquia de Santo Tomás. Tras la desamortización el resto del complejo conventual fue demolido y sólo quedó el templo.

## Historia
La Iglesia se construyó entre 1727 y 1736 y en ella plasmó sus ideas clasicistas el arquitecto y matemático valenciano Tomás Vicente Tosca, autor también del más conocido y riguroso plano histórico de la ciudad, datado a principios del siglo XVIII.
El edificio está inspirado en modelos barrocos de Roma, reconocibles especialmente en la amplia fachada. Construida de ladrillo rojo con elementos de piedra en resalte, sigue la forma de la iglesia romana del Gesú y está formada por dos cuerpos: uno inferior más ancho coronado por un entablamento y con un arco rebajado sobre la puerta, y otro superior más estrecho, que corresponde sólo a la nave central, se remata por un frontón triangular y dispone a sus lados dos grandes volutas. Pilastras, ménsulas y estatuas componen una imagen muy clásica que se completa con el campanario y su curioso reloj de sol dieciochesco.
En su interior se observa un templo de planta de cruz latina, con una corta nave cubierta con una bóveda de cañón con lunetos entre capillas laterales coronadas por pequeñas cúpulas. Tiene además un amplio crucero sobre el que se alza un gran cúpula y contiene ricos fondos pictóricos, con lienzos de José Vergara, Espinosa o Vicente López.